# Józef Szymczak
Józef Szymczak (ur. 13 stycznia 1946 w Czerninie) – polski matematyk, specjalizujący się w metodach matematycznych w teorii konstrukcji; nauczyciel akademicki związany z opolskimi szkołami wyższymi.

## Życiorys
Urodził się w 1946 roku w Czerninie w województwie dolnośląskim, dokąd przeprowadziła się jego rodzina po zakończeniu II wojny światowej. Po ukończeniu szkoły podstawowej kształcił się w Liceum Pedagogicznym w Gorzowie Wielkopolskim, które ukończył w 1965 roku. Następnie zatrudnił się jako nauczyciel w szkole podstawowej z przerwą w latach 1966-1968, kiedy to odbywał zasadniczą służbę wojskową. W 1971 roku podjął studia matematyczne w Wyższej Szkole Pedagogicznej w Opolu. Po ich ukończeniu w 1975 roku został zatrudniony w Katedrze Matematyki Wyższej Szkoły Inżynieryjnej w Opolu (od 1996 roku pod nazwą Politechnika Opolska), z którą związał swoje życie zawodowe. Zajmował się problematyką inżynierską i zastosowaniem matematyki w teorii konstrukcji. W celu podniesienia swoich kwalifikacji zawodowych odbył dwa staże naukowe w: Katedrze Algebry Uniwersytetu Woroneskiego (1978/1979) oraz w Instytucie Konstrukcji Budowlanych Politechniki Śląskiej. W 1988 roku uzyskał tytuł naukowy doktora nauk technicznych na Politechnice Śląskiej w Gliwicach, po obronie z wyróżnieniem pracy przygotowanej pod kierunkiem prof. Stanisława Bielaka, dotyczącą teorii powłok budowlanych.
Oprócz prowadzenia na politechnice zajęć z matematyki i statystyki oraz działalności naukowej (ma na swoim koncie blisko 50 artykułów), zajmuje się działalnością organizacyjną. Przez pięć lat był zastępcą dyrektora, a potem dyrektorem Studium Języka Polskiego dla Cudzoziemców przy WSI w Opolu. Brał w tym czasie aktywny udział w organizacji od postaw tego studium. Przez dwie kadencje był zastępcą dyrektora Instytutu Matematyki, Fizyki i Chemii WSI. Po utworzeniu w 2006 roku Wydział Edukacji Technicznej i Informatycznej na Politechnice Opolskiej, został jego prodziekanem do spraw studenckich. Jego zasługa było powołanie w 2000 roku studiów magisterskich na kierunku edukacja techniczno-informatyczna. W 2010 roku po reorganizacji Wydziału Edukacji technicznej i Informatycznej, został prodziekanem do spraw studenckich Wydziału Inżynierii Produkcji i Logistyki Politechniki Opolskiej (do 2012 roku). Ponadto wykłada w Zakładzie Ekonometrii na Wydziale Ekonomicznym Wyższej Szkoły Zarządzania i Administracji w Opolu.